# St. Peter am Bichl

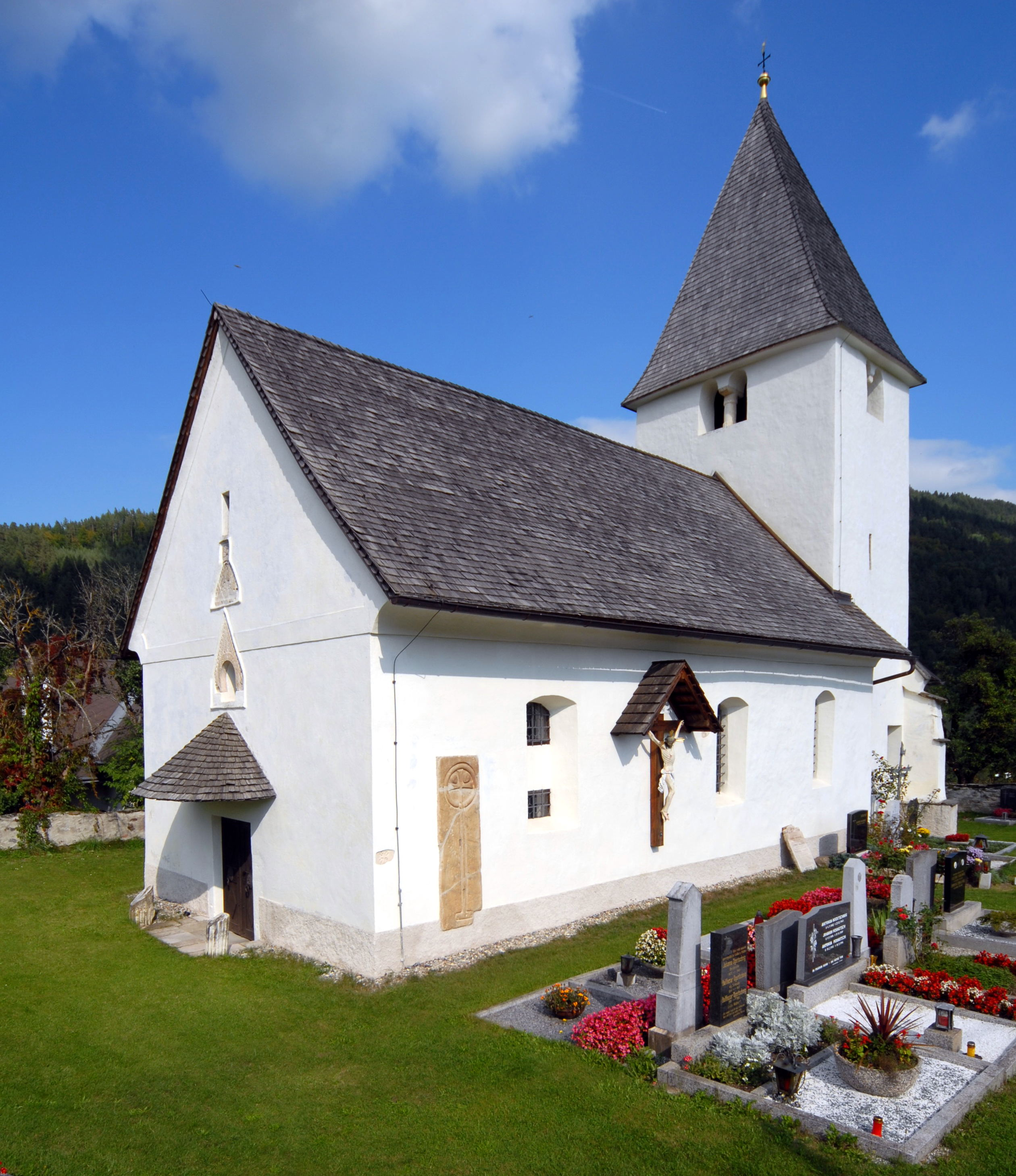
Filialkirche

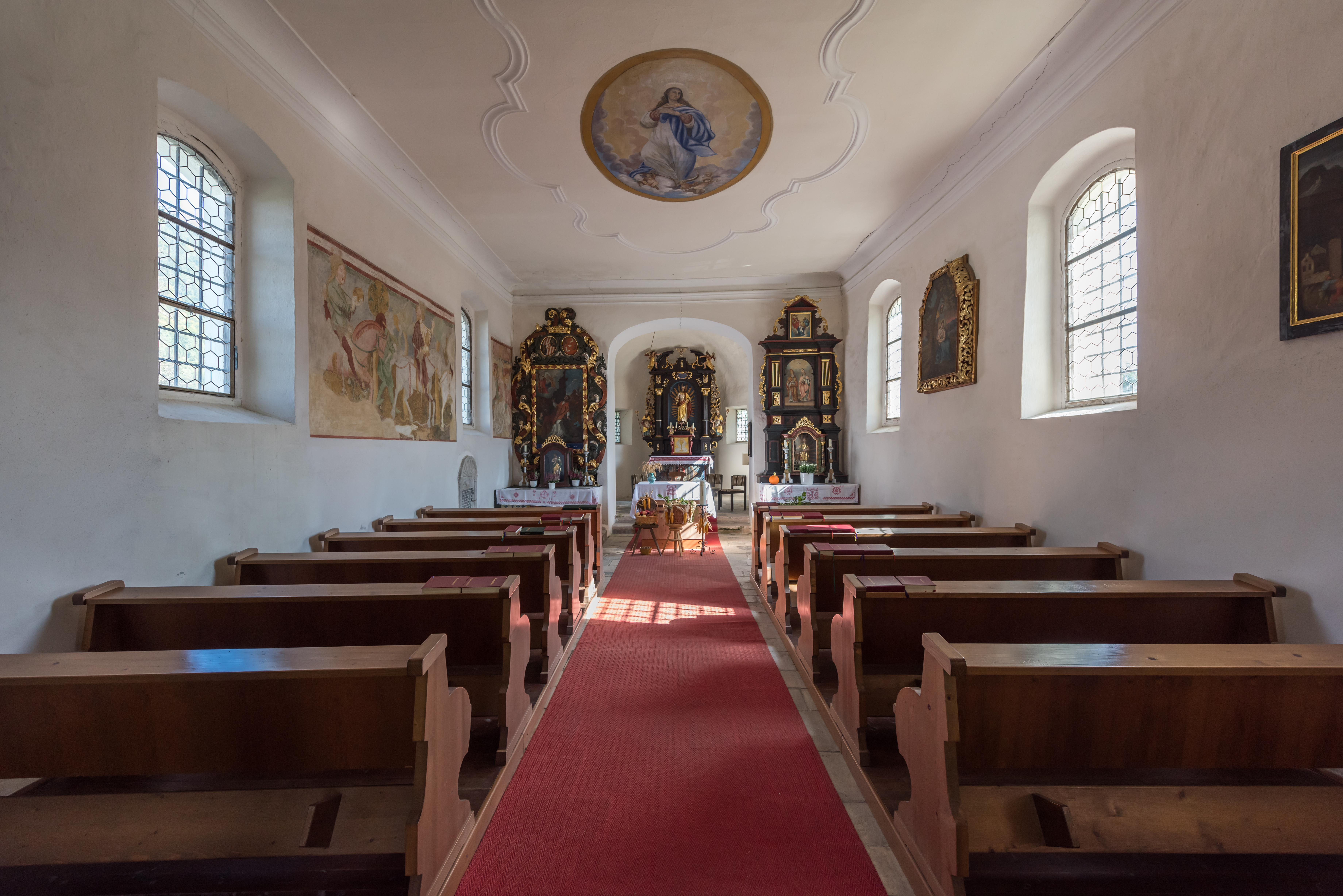
Innenansicht

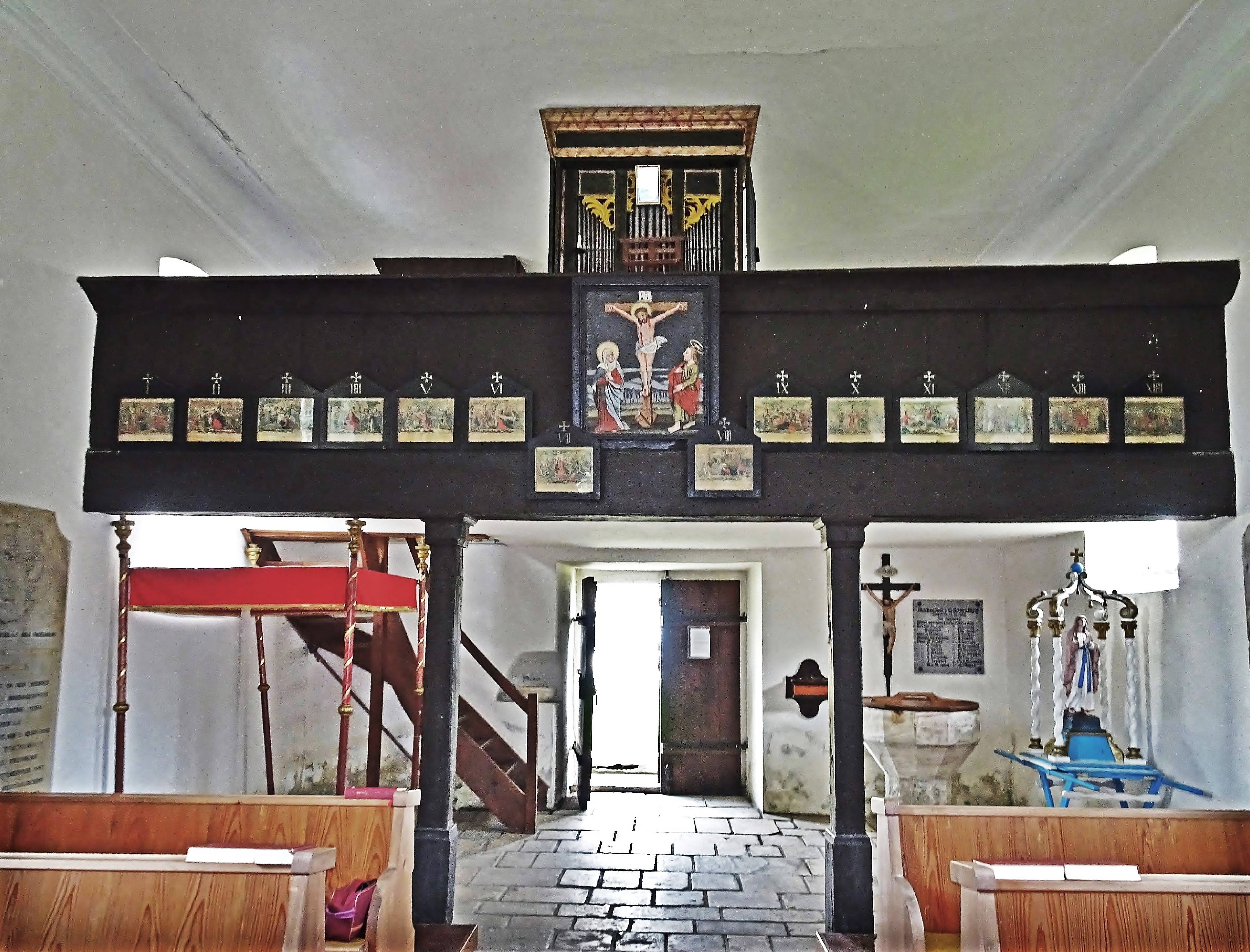
Die Westempore mit Orgel

St. Peter am Bichl ist eine Rotte im 14. Bezirk Wölfnitz der Kärntner Landeshauptstadt Klagenfurt am Wörthersee (Österreich). Das Dorf bildet die Katastralgemeinde St. Peter bei Tentschach. Der Bereich ist römerzeitliches Siedlungsgebiet, nordwestlich der Kirche sind sogar die Umrisse einer keltischen Rechteckschanze erkennbar. Die hier gefundenen Reliefs und Inschriften werden im Landesmuseum Kärnten aufbewahrt. Im Jahre 1973 wurde der Ort Klagenfurt eingemeindet.
Sie liegt im äußersten Nordwesten des Klagenfurter Gemeindegebiets im Oberen Glantal am Fuß des Ulrichsberges etwa 3 Kilometer westlich von Karnburg.

## Filialkirche St. Peter am Bichl

### Geschichte
Das Bauwerk wurde 1399 erstmals urkundlich erwähnt. Bis 1561 blieb es eine eigenständige Pfarrkirche. Danach wurde es eine Filiale von Karnburg und ist heute eine Filialkirche der Pfarre Zweikirchen.

### Bauwerk
Die romanische Chorturmkirche mit frühgotischem Choranbau stammt aus dem letzten Drittel des 13. Jahrhunderts und hat ein im Jahre 1858 erweitertes Langhaus. Der gedrungene, stark querrechteckige Turm weist vier romanische Doppelschallfenster mit Trennungssäulchen auf. Diese sind römischen Stils und wurden sekundär bearbeitet. Am kleinen, dreiseitigen Chor stehen plumpe, abgestufte Strebepfeiler und man erkennt ein frühgotisches Fenster. Unter dem Chor befindet sich ein im Jahre 1970 geöffnetes Ossarium. Im Norden schließt sich eine gotische Sakristei an, die in den Jahren 1977 und 1998 restauriert wurde.
In Sekundärverwendung sind an der West-Fassade über dem Kirchenportal zwei karolingische Flechtwerksteine (8./9. Jahrhundert) eingemauert. Vermutlich handelt es sich um Sarkophaggiebel und Bogen mit Giebel vom Presbyteriumsdurchgang. Darüber postiert eine Rosette von der Kassettendecke einer römischen Grabädikula. An der Kirchensüdwand eingemauert ist eine romanische, mehr als 2 Meter hohe Grabplatte mit eingraviertem Kreuzstab und zwei Gesichtern im oberen Bereich.

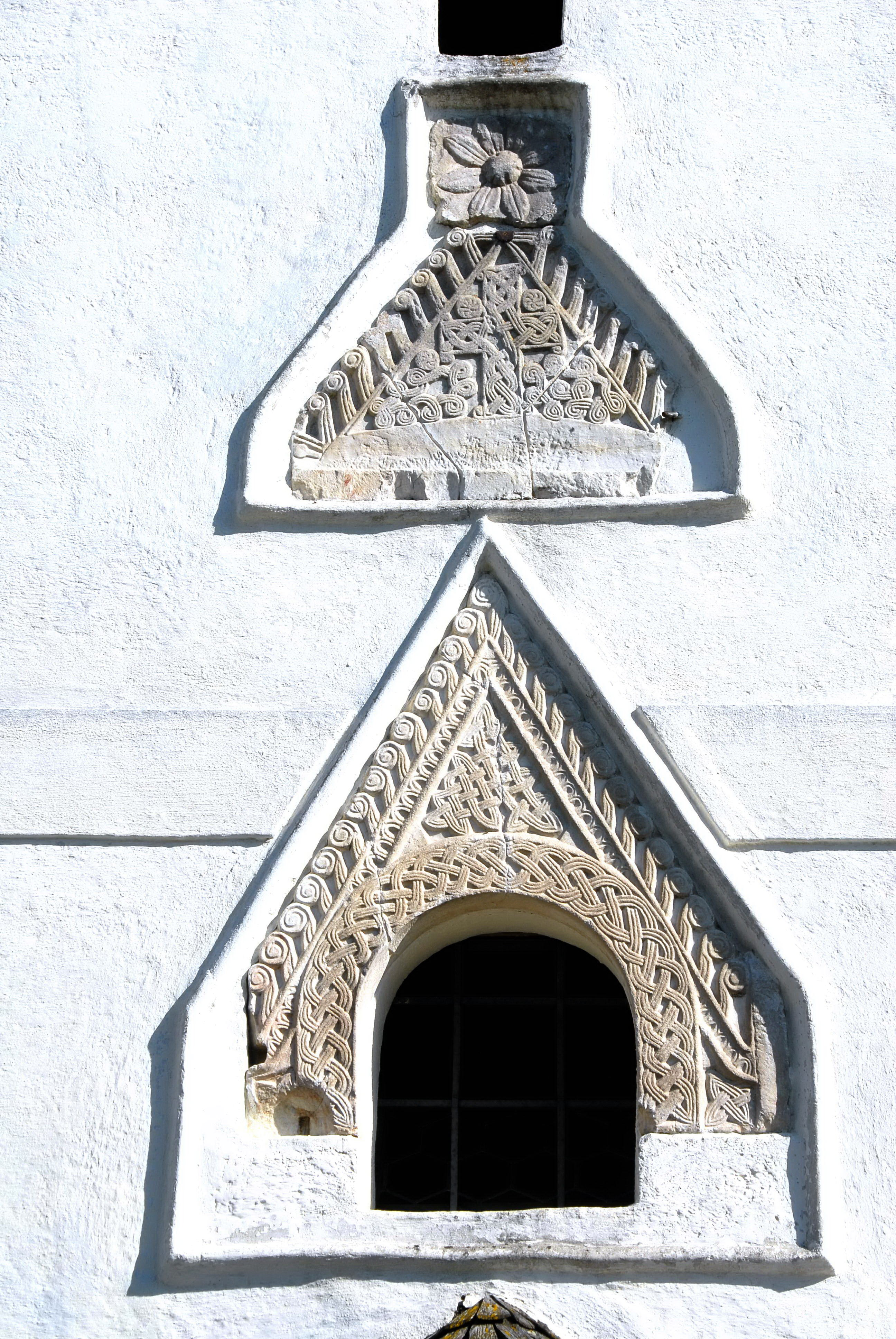
Karolingische Flechtwerksteine aus dem 8./9. Jahrhundert über dem Kirchenportal an der Westseite
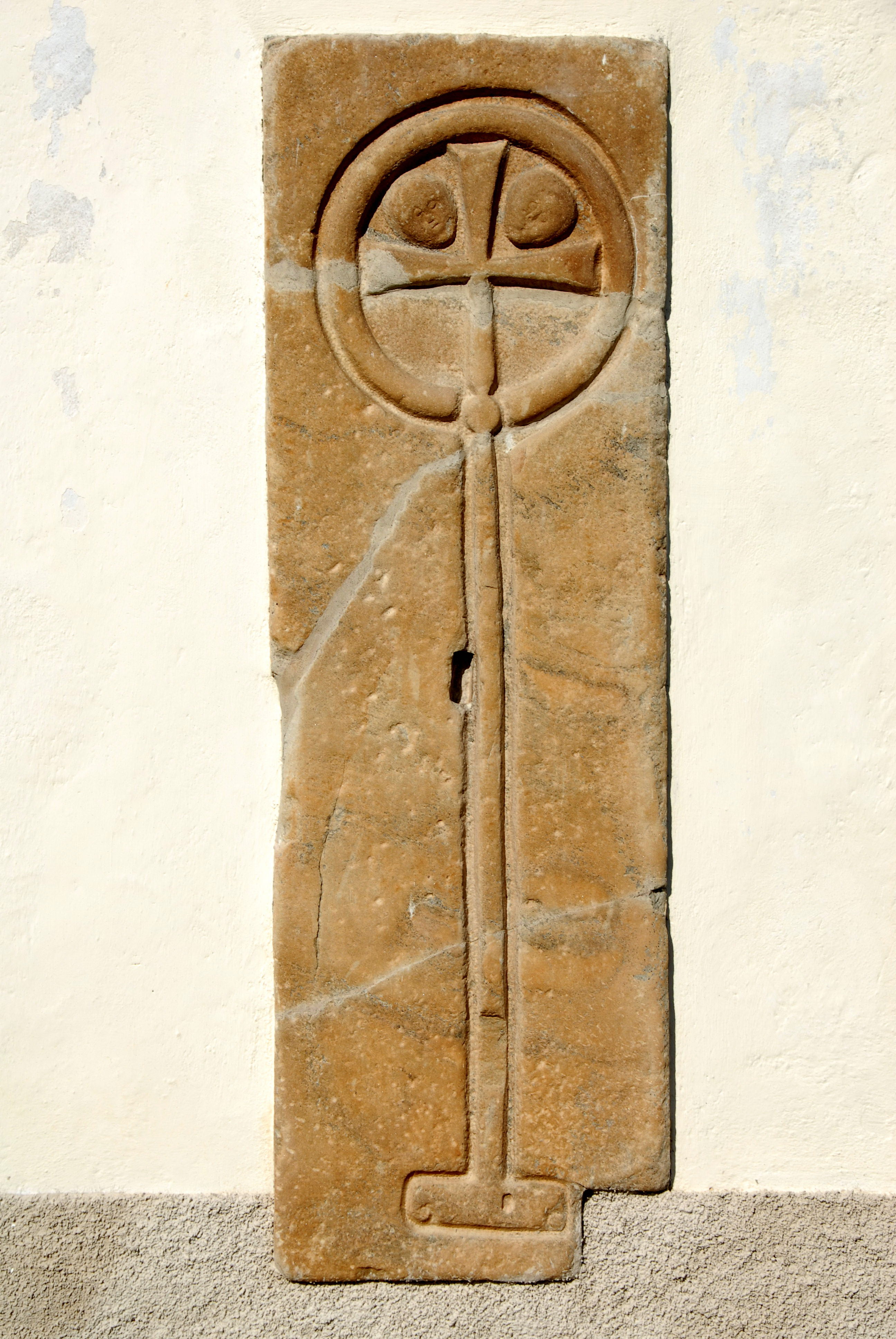
Romanische Grabplatte mit dem Motiv eines Kreuzstabes an der äußeren Kirchen-Südwand

Das Langhausinnere hat eine flache Putzdecke. Im Deckengemälde ist eine Maria Immaculata dargestellt. Der Chorraum ist tonnengewölbt. An der Schiffnordwand wurden 1977 Fresken vom Ende des 14. Jahrhunderts freigelegtist. Sie zeigen den Dreikönigszug und die Anbetung. In der Wand ist darunter ein Grabstein von 1543 zu sehen, darunter im Steinboden ein Schalenstein.

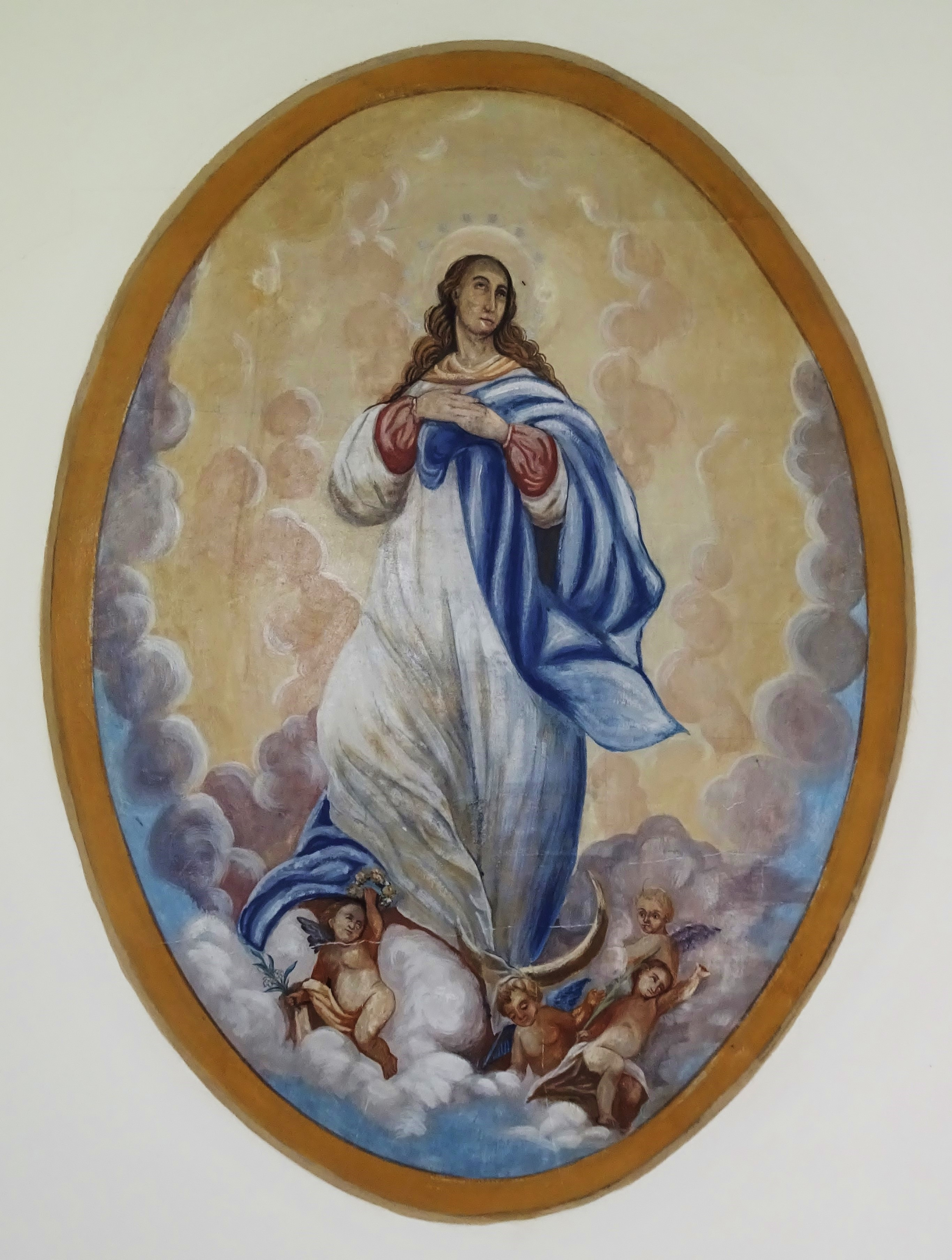
Das Deckengemälde
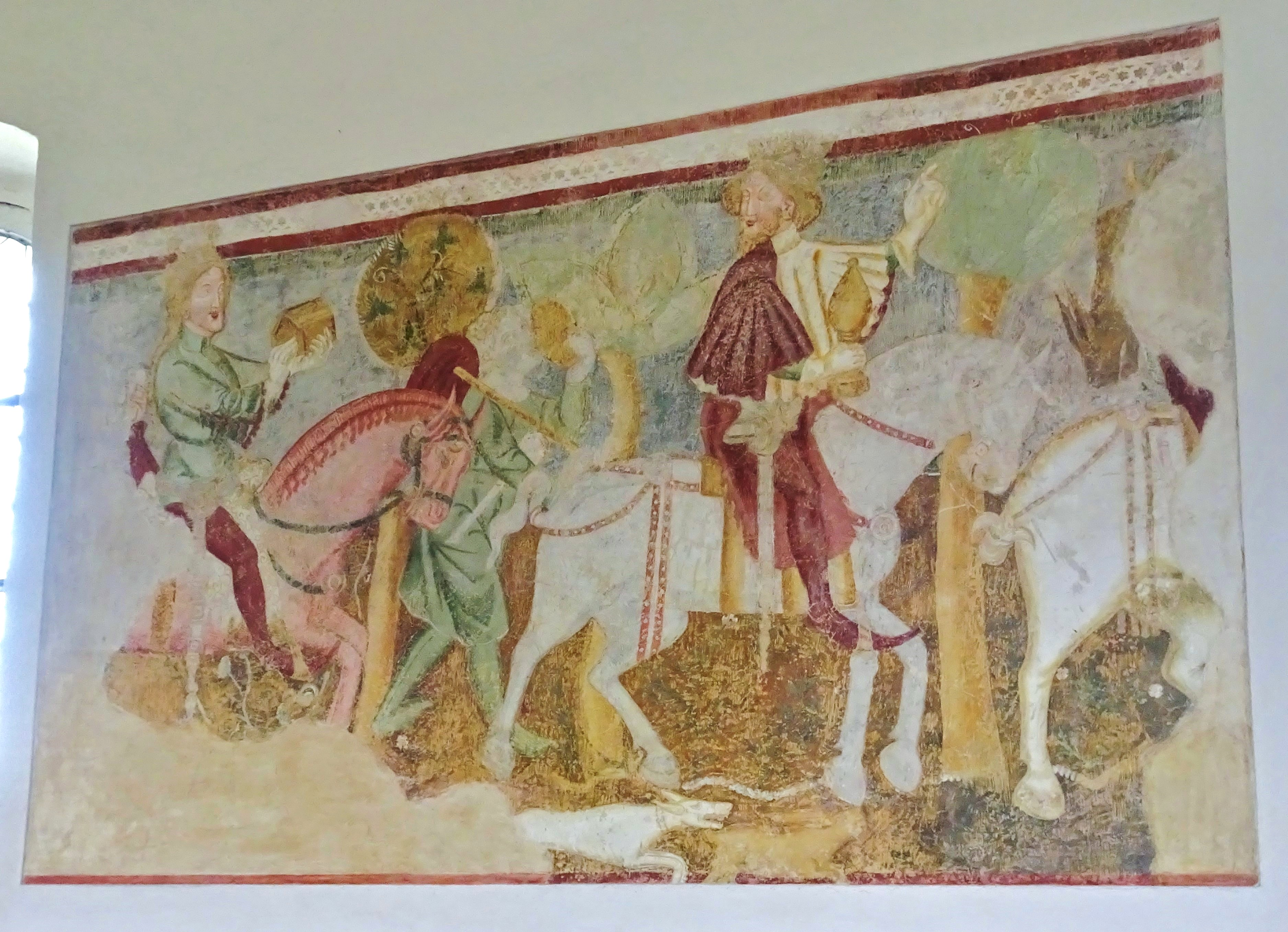
Die Heiligen Drei Könige, Wandfresko
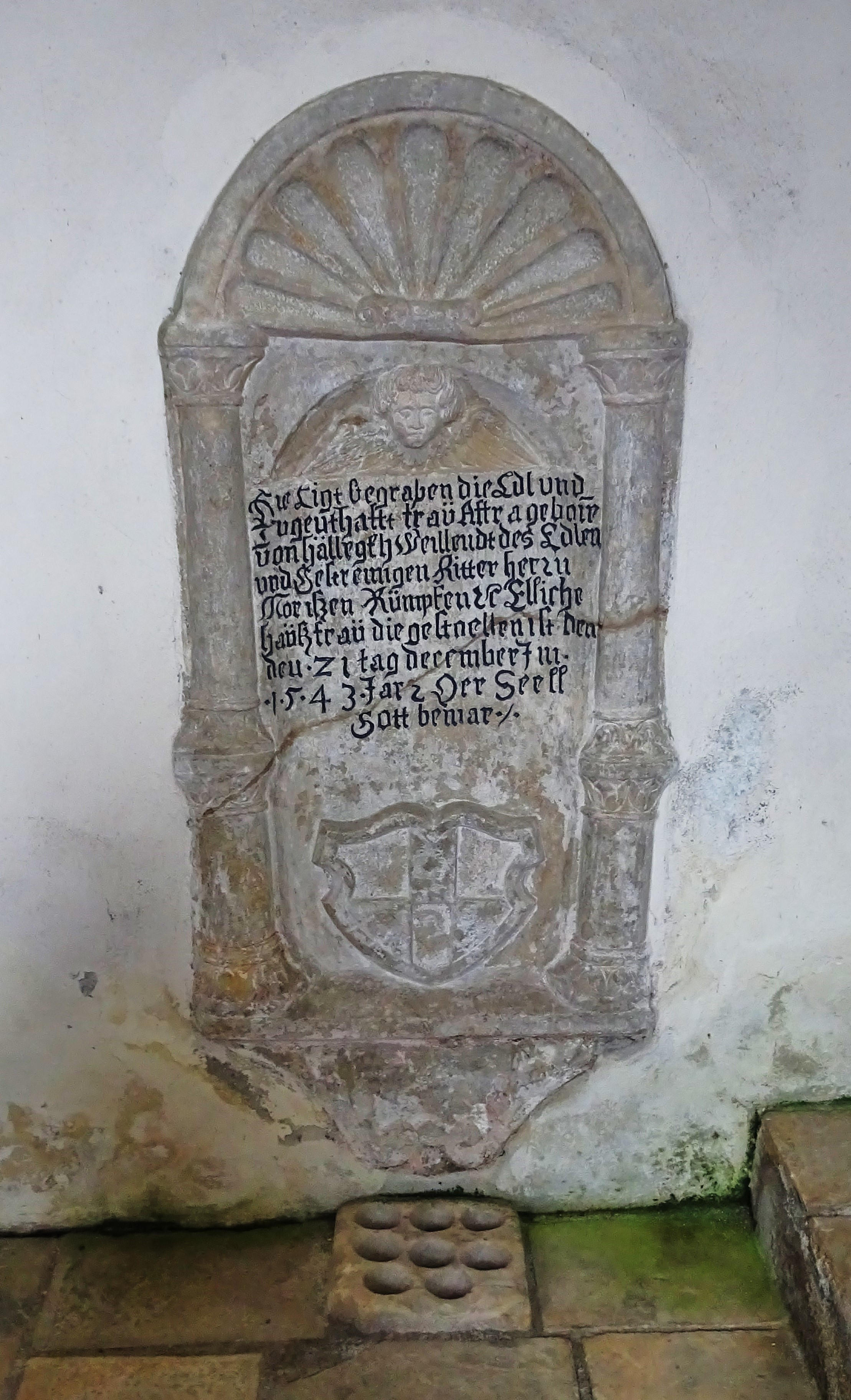
Grabstein von 1543, darunter ein Schalenstein

### Einrichtung
Der barocke Hochaltar mit seitlichem Knorpelwerk stammt aus der Mitte des 17. Jahrhunderts. Im Schrein steht eine Figur des Apostels Petrus. Kleinere Assistenzfiguren sind links der hl. Ulrich, rechts der hl. Valentin. Das hölzerne Antependium zeigt Petrus mit dem Engel im Gefängnis.
Im Bild des linken Seitenaltars aus der Zeit um 1720 ist die Steinigung des hl. Stephanus dargestellt. In einem tabernakelartig vorgesetzten Schrein steht eine kleine Figur des hl. Josef. Im Aufsatz sind die Wappen des Grafen Clemens Ferdinand von Kaiserstein und seiner Gemahlin Elisabeth zu sehen.
Der rechte Seitenaltar wurde im 19. Jahrhundert umgebaut. Das Gemälde (bezeichnet And. Melchior 1863) zeigt die hll. Augustinus und Ruprecht. Darunter steht in einem kleinen Schrein eine Figur des hl. Laurentius. Im Aufsatzbild ist die Krönung Mariens dargestellt.
Links vom Eingang steht ein spätgotischer Taufstein. An der Südwand hängen Gemälde aus dem 19. Jahrhundert, welche die Hl. Familie, eine Pietà sowie die Steinigung des hl. Stephanus vor den Toren Jerusalems zeigen.

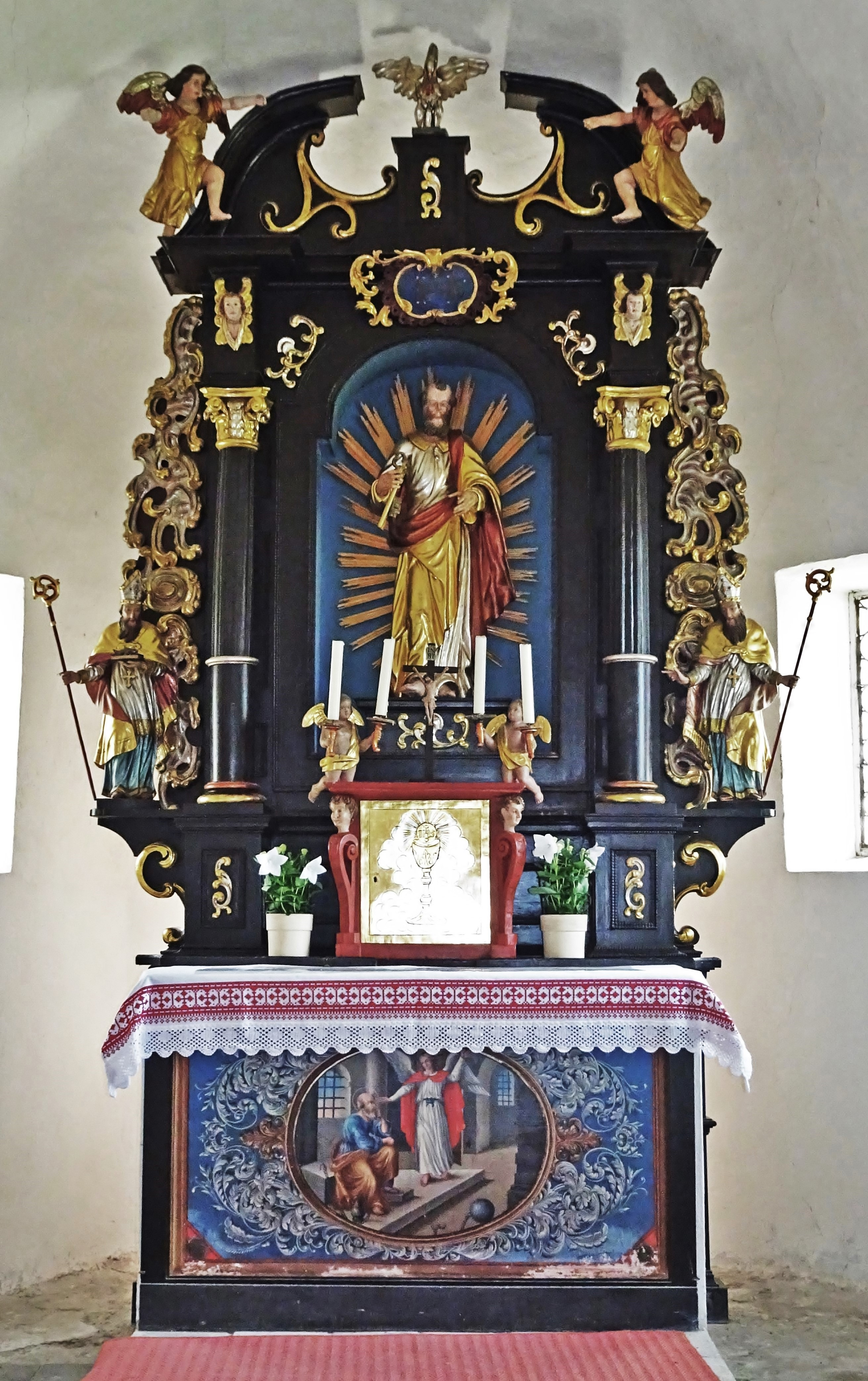
Der Hochaltar
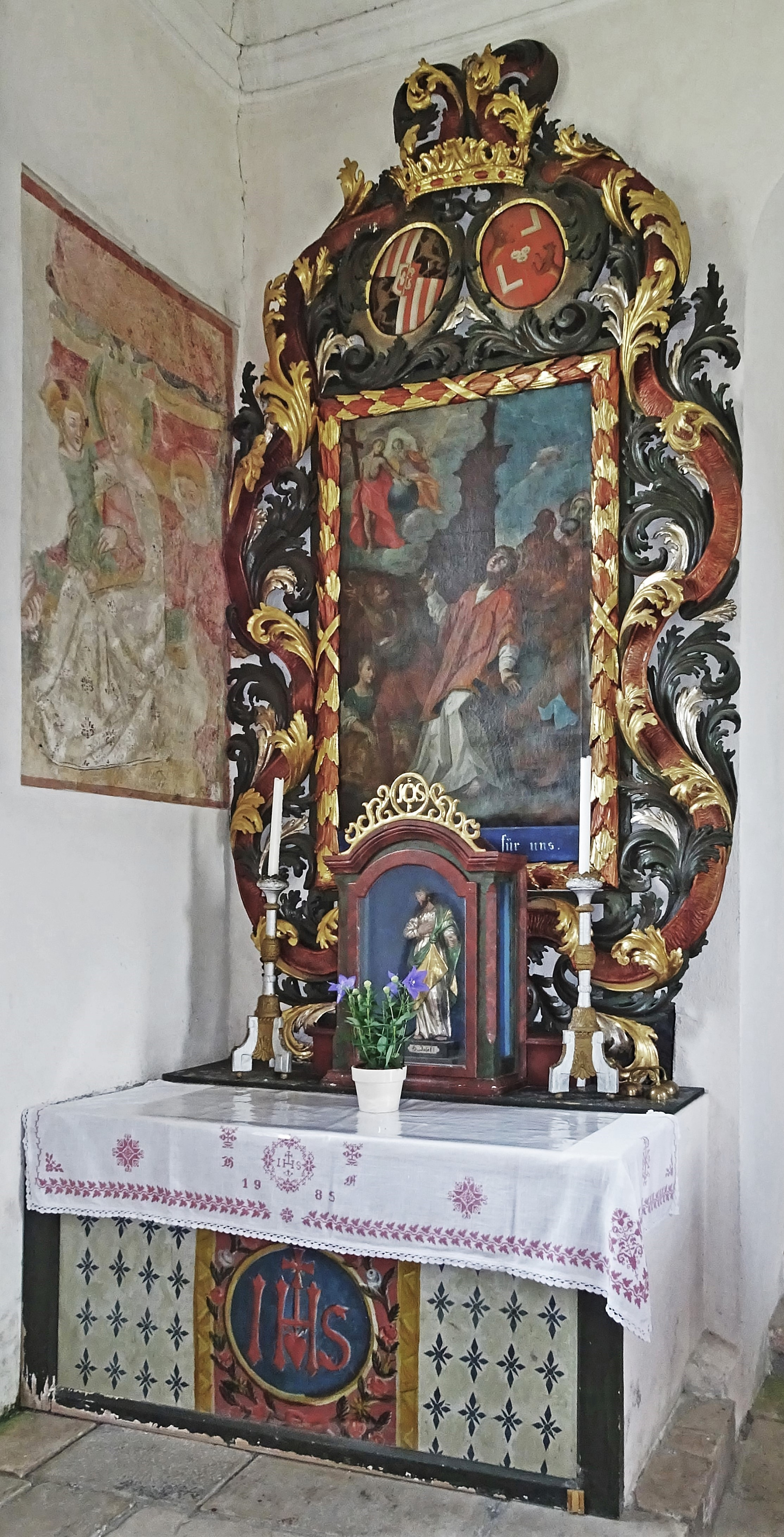
Der linke Seitenaltar
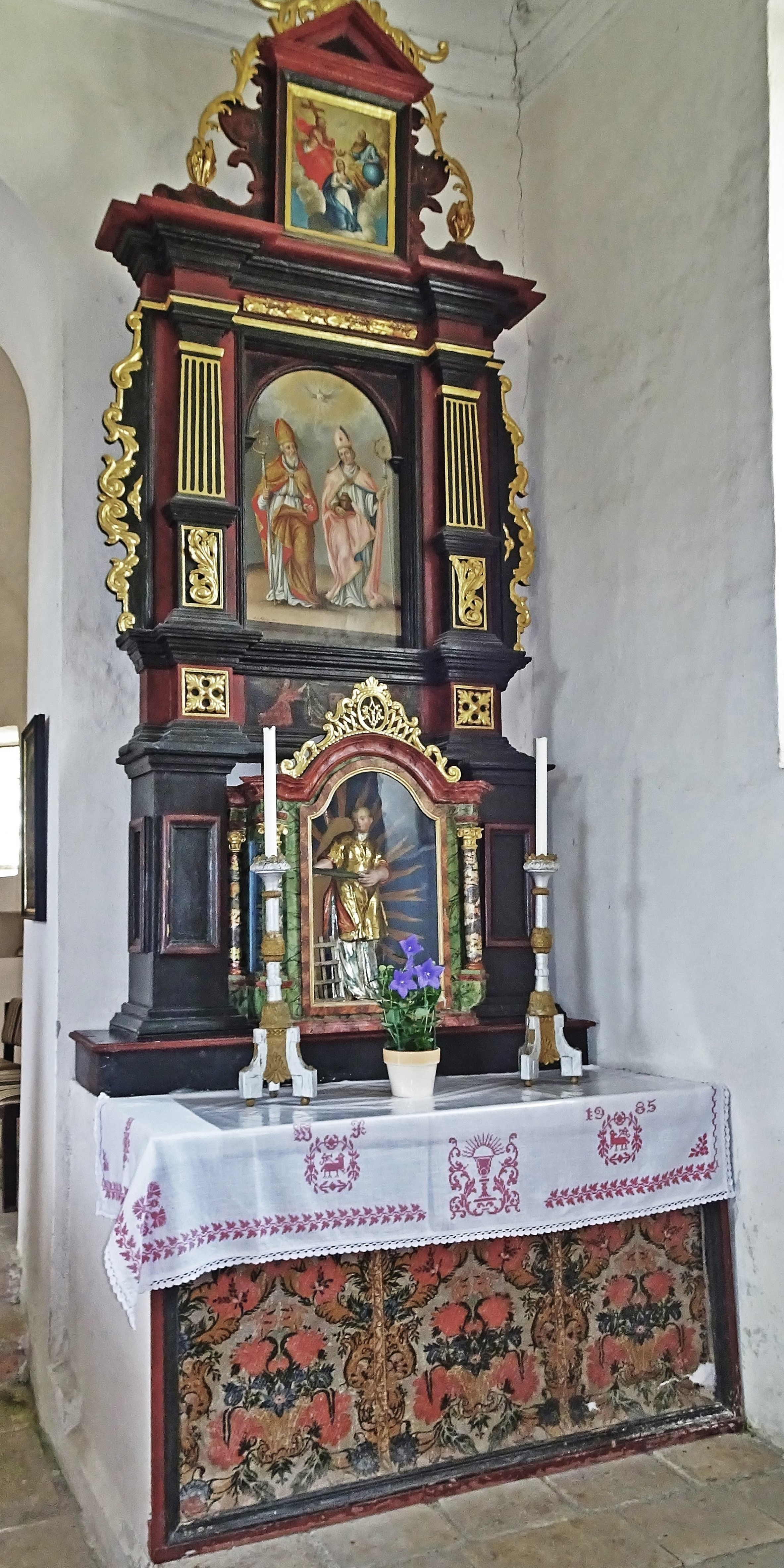
Der rechte Seitenaltar
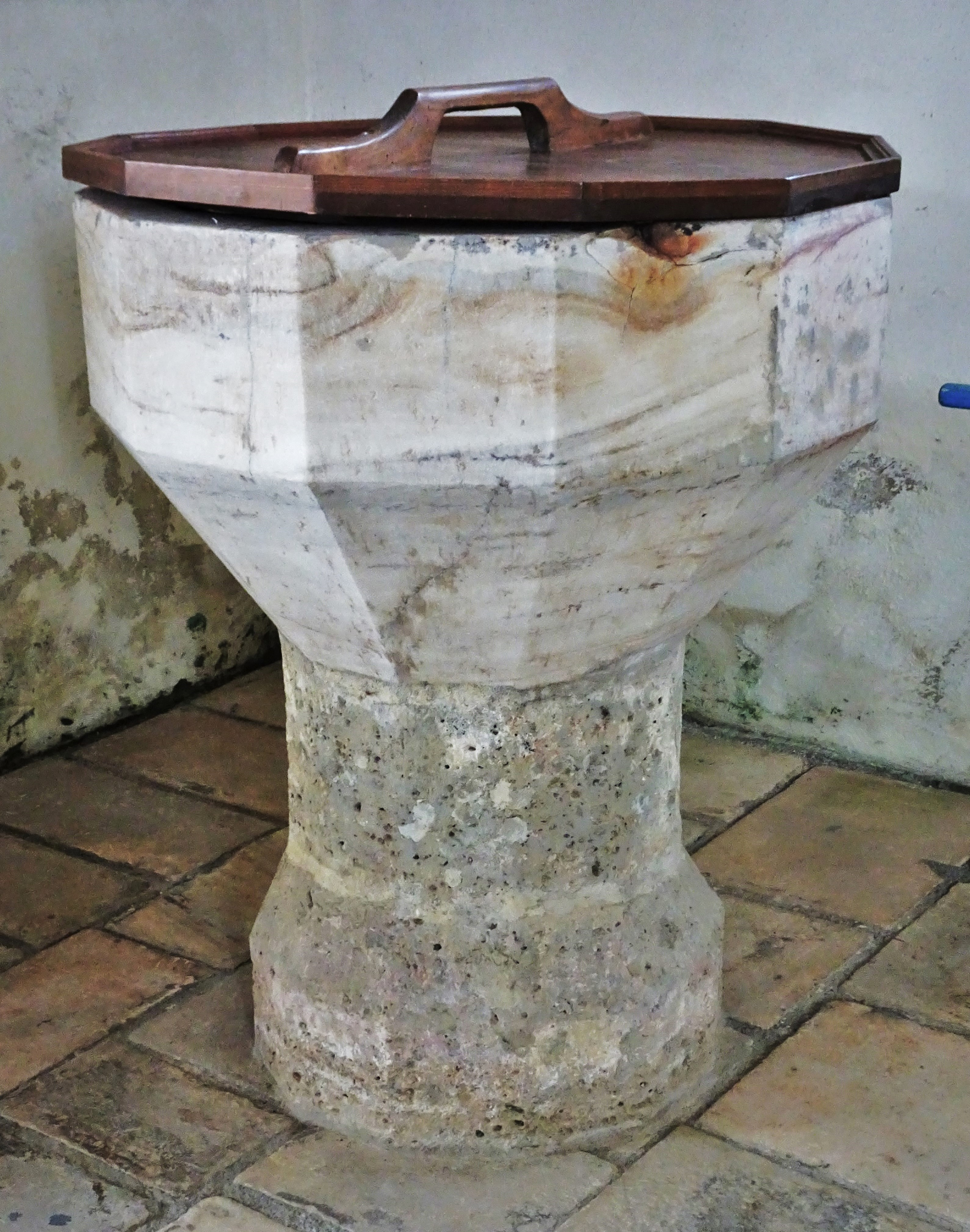
Spätgotischer Taufstein
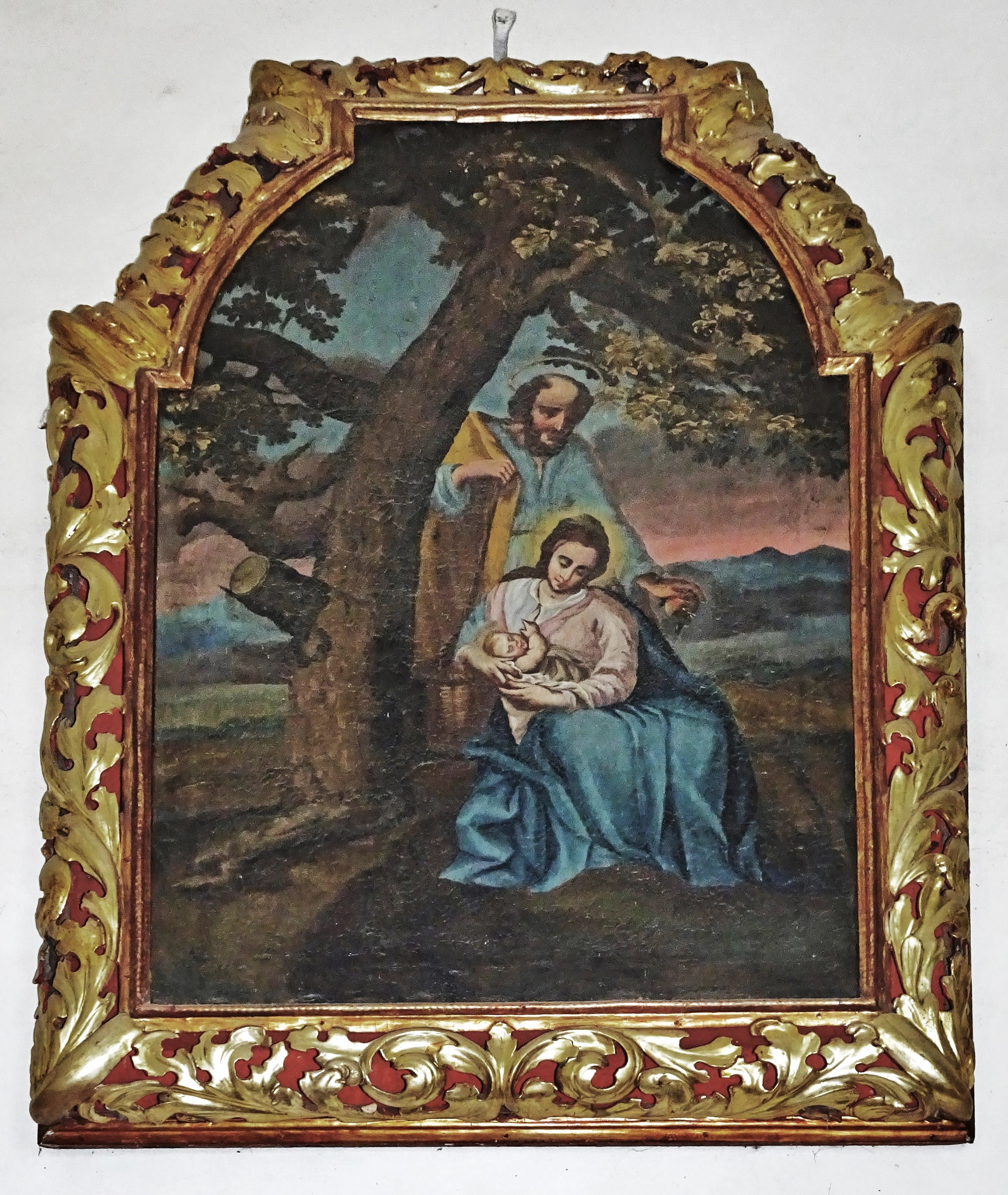
Darstellung der Hl. Familie
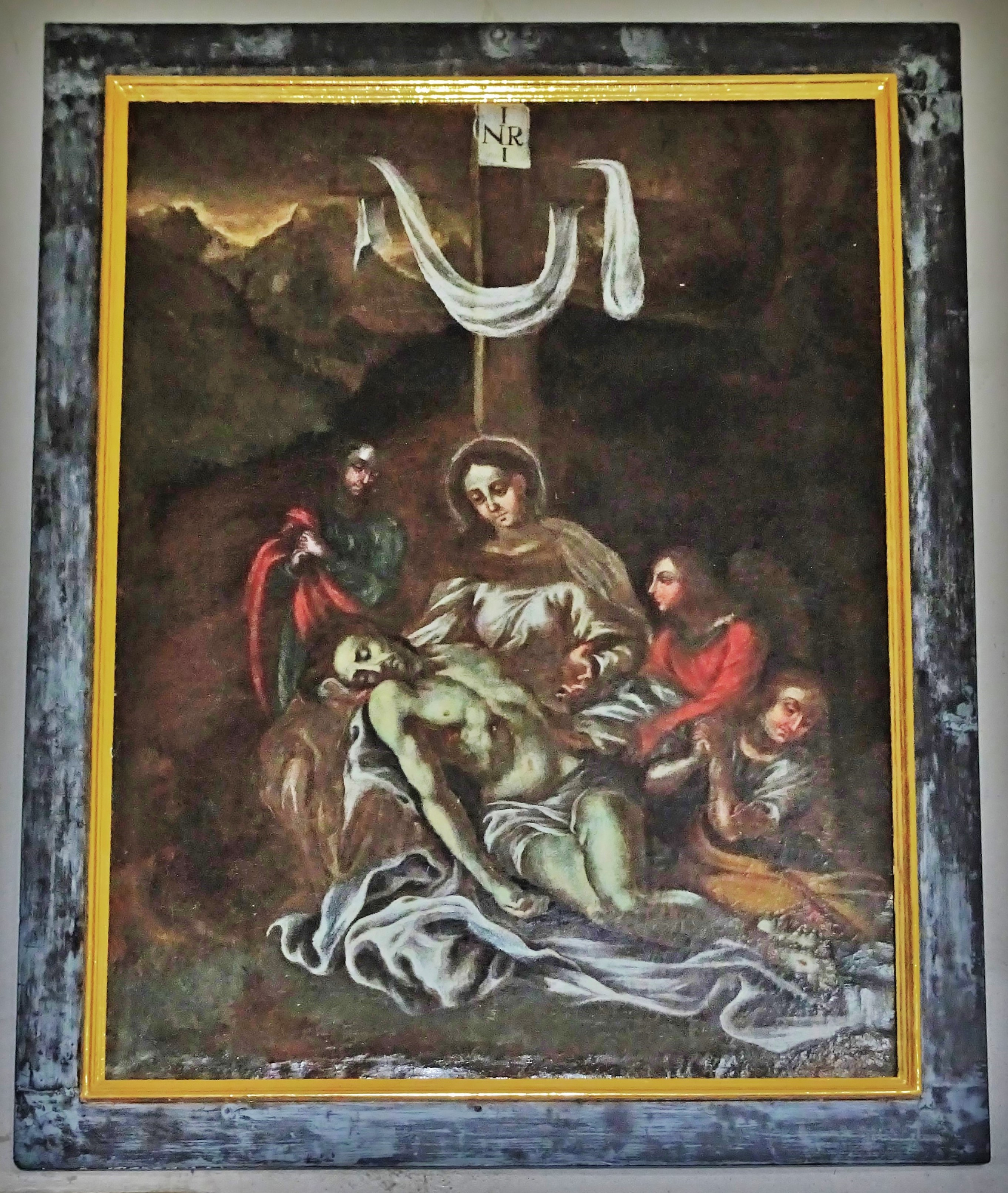
Darstellung einer Pietà
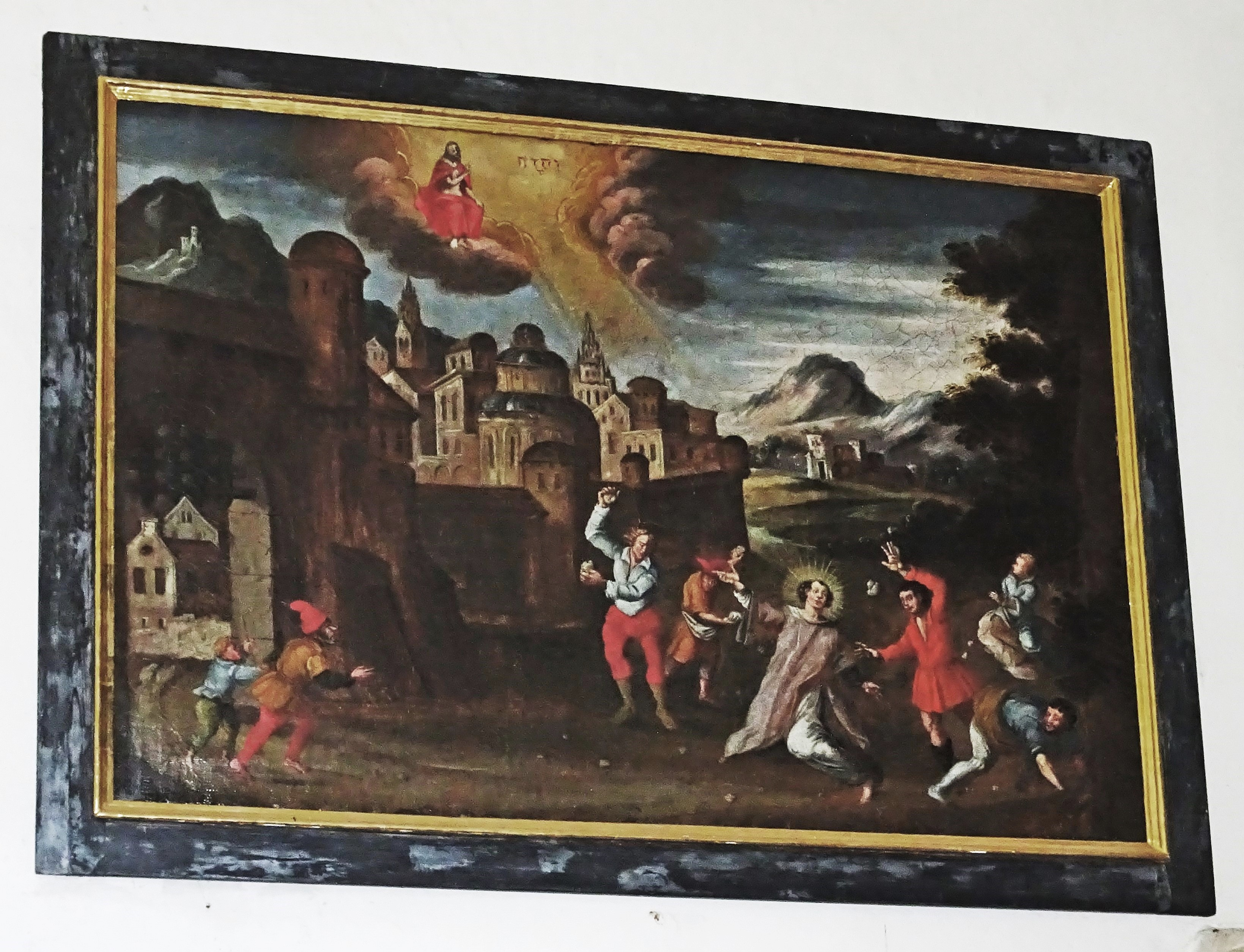
Steinigung des hl. Stephanus

## Privatkapelle
Diese von der Familie Gottesbacher errichtete Kapelle wurde am 6. Juli 2018 von Diözesanadministrator Engelbert Guggenberger gesegnet. Sie steht auf dem Anwesen der Errichterfamilie. Im Turm hängt eine 108 kg schwere Glocke einer Innsbrucker Gießerei.

## Feuerwehr
Seit 1880 besteht gemeinsam mit Stegendorf eine gemeinsame Freiwillige Feuerwehr, die FF St. Peter Stegendorf. Bemerkenswert ist dabei, dass diese weiterbesteht, obwohl bei der Gemeindereform 1973 die beiden ursprünglichen Gemeinden in unterschiedliche Gemeinden eingemeindet wurden.